# ユウゼン
ユウゼン（友禅、学名：Chaetodon daedalma）は、スズキ目チョウチョウウオ科に分類される魚類の一種。チョウチョウウオ科の魚で唯一の日本固有種とされている。種小名は「芸術的な刺繍の様式」を意味し、本種の体側の網目模様に由来する。

## 形態

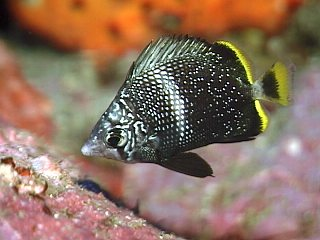
幼魚

- 全長は約15センチメートル[2]。
- 背鰭の後縁が垂直に落ちていて、体形は四角形に見える[4]。
- チョウチョウウオ科では珍しく全身が黒色で地味だが、体側には鱗の縁の色に由来する非常に小さい白い斑点が散りばめられ、背鰭後方、尾鰭、臀鰭の縁は黄色である。和名はその繊細な美しさから友禅にちなんで付けられた[2]。
- 幼魚も成魚も目を通る黒い帯がない[5]。
- 体側に白い横帯がある[注釈 1]。

よく似た種

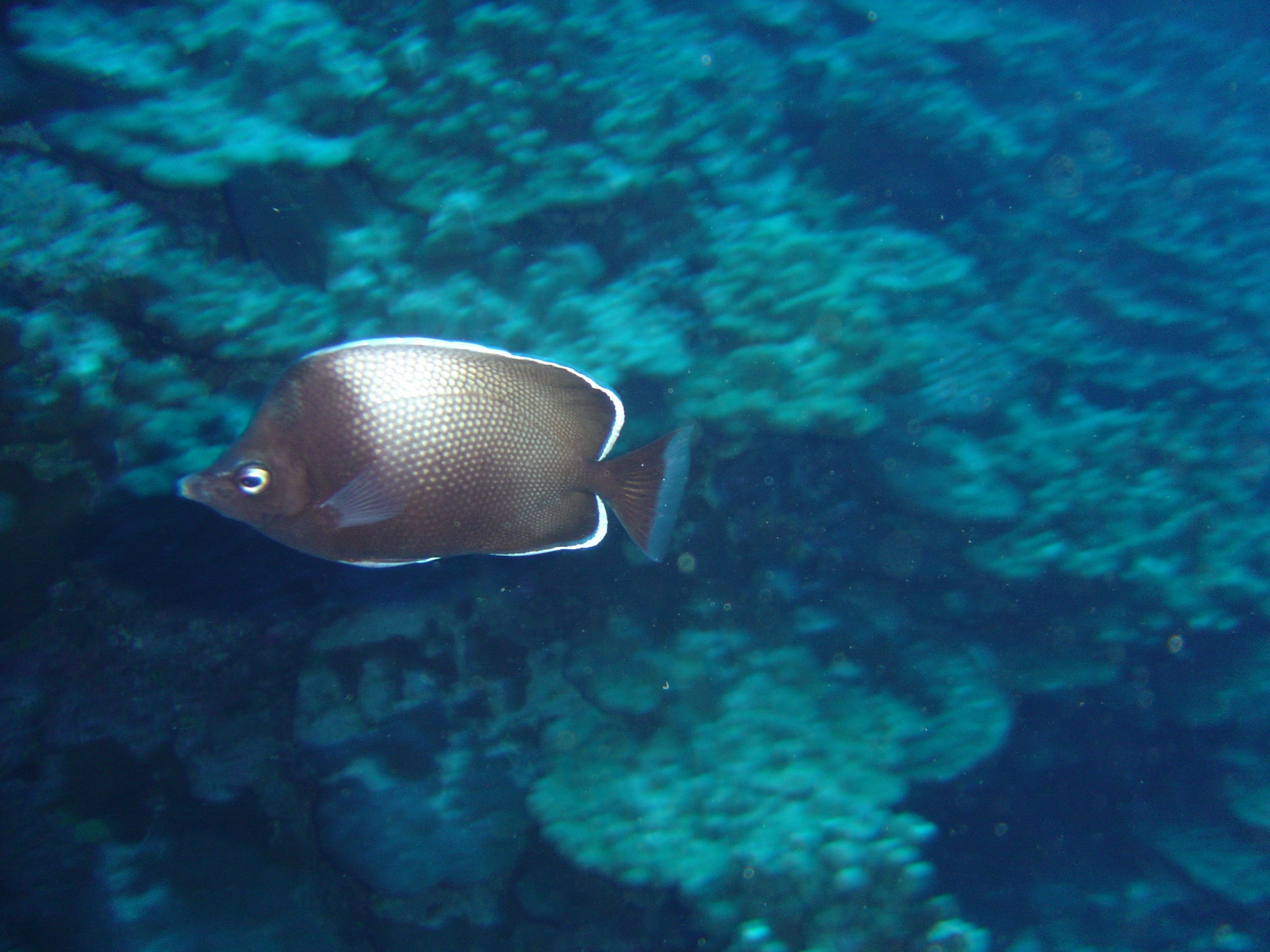
イースターアイランド・バタフライフィッシュ

よく似た種としてイースターアイランド・バタフライフィッシュがいる。この種はイースター島の固有種で、胸鰭、尾鰭以外の鰭の縁が白い。本種と同様に、この種も好奇心が強い。

## 生態
雑食で、プランクトン、魚卵、藻類などを食べる。小笠原諸島のものはパンに餌付いている。
成魚は潮通しの良い水深1 - 30メートルのサンゴ礁、岩礁域に生息している。普段はペアで行動するが、春と秋にユウゼン玉と呼ばれる集団を形成する。この集団行動は繁殖のため、岩に産み付けられたスズメダイの卵を奪って捕食するため、身を守るためと考えられている。
同じチョウチョウウオ属のカガミチョウチョウウオやコクテンカタギとの交雑と思われる個体が観察されることがある。

## 分布
八丈島から小笠原諸島にかけての島々に数多く生息する。三宅島より北では数が少なくなる。沖縄、奄美群島、本州中部以南の太平洋側にも生息記録がある。
大東諸島のユウゼンはミナミユウゼンと呼ばれることがある。

## 人とのかかわり
観賞用に飼育されることがある。滅多に輸出されないため、珍種として扱われる。餌付けは容易だが、病気と高水温には弱い。
主要な分布域である八丈島や小笠原諸島では、本種を見るために来島するダイバーが多い。本種は好奇心が強く、ダイバーに近寄る。
小笠原諸島では釣りで釣れることがある。